# 以父之名
《以父之名》（英語：In the Name of the Father）是一部於1993年上映的英國電影，吉姆·谢里丹导演，丹尼爾·戴-劉易斯主演。根據在英國北愛爾蘭發生的著名冤獄事件基爾福四人案（Guildford Four）改編，获得柏林影展金熊奖。

## 剧情
蓋瑞·康隆是北愛爾蘭的貝爾福斯特市人，一個遊手好閒的小偷。由於行竊誤闖北爱尔兰共和军軍火庫，引發街頭暴動，不得不遠走英國。在英國，蓋瑞跟一群嬉皮同住，當時北愛爾蘭革命軍在英國各地製造爆炸示威，而引起蓋瑞與同居的英國人的衝突，最後被趕出住處，流落街頭。當晚，他和死黨原本想睡公園，但一名流浪漢自稱公園長椅上刻有他的名字，那是他的床位，要他倆離開。之後，蓋瑞撿到一個妓女的鑰匙，便大膽地進入行竊，而偷到大筆的錢。同一時間，英國一家軍人酒吧發生爆炸案。
蓋瑞帶著竊來的大筆錢財返回北愛爾蘭，當初跟他同居起衝突的嬉皮，向警方構陷指稱蓋瑞可能是爆炸案的主謀，蓋瑞與其死黨被捕。當時，國會為了有效遏阻北愛的革命活動，通過了一個法案，可以無理由拘留嫌疑犯七天。警方就根據這個法案，利用這充足的七天，每天加以拷打、疲勞轟炸、威脅親友的性命，甚至拿槍逼供。終於受屈任由警方寫下其自白並簽名。此案警方還根據蓋瑞及友人的隻言片語，也逮捕了他們兩人的親友，包括蓋瑞的父親、妹妹、姨媽等十人。
在法庭上，儘管蓋瑞一再辯稱他們的自白都是屈打成招，而且可以找當晚的流浪漢來證明他們的行蹤，但是警方不但宣稱沒有這名流浪漢，且堅稱絕對沒有刑求，被告等人所作的供述全部都是捏造。立場偏頗的法官，陪審團，都因為這件震驚社會的爆炸案，恨透了北愛爾蘭人，所以雖然這個案子只有被告等人的自白，沒有其他證據，還宣稱蓋瑞姨媽手套上檢測出硝化甘油成分，就編織出了所有的犯罪情節，審判的結果，所有人都被判罪名成立入監服刑。
在獄中蓋瑞與父親關在一起，兩人朝夕相處，漸漸化解之間的衝突。隨後，真正放置炸彈的北愛革命領袖也入獄，並向警方承認軍人酒吧爆炸案是他所為，但警方為了維持自己的清譽，而故作不知情。革命領袖在獄中興風作浪，波及蓋瑞的父親，最後病死獄中。蓋瑞化悲憤為力量，願意跟女律師合作，最後終於發掘出警方隱藏真相，羅織罪名的證據，正義終於在十五年冤獄後伸張。

## 角色
- Daniel Day-Lewis as Gerry Conlon
- Pete Postlethwaite as Guiseppe Conlon
- John Lynch as Paul Hill
- Mark Sheppard as Paddy Armstrong
- Beatie Edney as Carole Richardson
- Emma Thompson as Gareth Peirce
- Don Baker as Joe McAndrew
- Corin Redgrave as Inspector Robert Dixon
- Eileen Atkins as Cheryl Conlon
- Joan Cusack as Jennifer Smalls
- Gerard McSorley as Detective Pavis
- Kathleen Turner as Elaine McAndrew
- Frank Harper as Ronnie Smalls
- Fiona Shaw as Marlene Dixon
- Robert Englund as Michael Peirce
- Jamie Harris as Deptford Jim
- Jessica Tandy as Brooke Armstrong
- Natasha Richardson as Susan Hill
- Tom Wilkinson as Grant Richardson

## 故事主角近況
- 蓋瑞·康隆（英语：Gerry Conlon）於2014年6月21日因为肺癌死于贝尔法斯特的家中。
- 基爾福四人案的另一受害者保羅·希爾於1993年娶了前美國參議員羅伯特·弗朗西斯·甘迺迪的女兒瑪麗·考特尼·甘迺迪，並誕下一女，但兩人於2006年分居。

## 奖项提名
奥斯卡：
- 最佳影片提名
- 最佳导演提名
- 最佳改编剧本提名
- 最佳男主角提名-Daniel Day-Lewis
- 最佳男配角提名-Pete Postlethwaite
- 最佳女配角提名-Emma Thompson
- 最佳剪辑提名